# Dobiegniew
Dobiegniew (do 1945 niem. Woldenberg) – miasto w Polsce w województwie lubuskim, w powiecie strzelecko-drezdeneckim, siedziba gminy miejsko-wiejskiej Dobiegniew, położone nad jeziorem Wielgie. Przez miasto przepływa rzeka Mierzęcka Struga.
Ośrodek turystyczno-wypoczynkowy i usługowy. Przemysł spożywczy.
Według danych GUS z 30 czerwca 2024 Dobiegniew liczył 2970 mieszkańców.

## Położenie
Dobiegniew położony jest w północno-wschodniej części województwa lubuskiego, w powiecie strzelecko-drezdeneckim około 50 km od Gorzowa Wielkopolskiego i 70 km od Piły. W mieście krzyżują się drogi krajowe i wojewódzkie:
- Droga krajowa nr 22, kierunek: Kostrzyn nad Odrą – Gorzów Wielkopolski – Dobiegniew – Człopa - Wałcz – Elbląg
- Droga wojewódzka nr 160, kierunek: Międzychód – Drezdenko – Dobiegniew – Choszczno – Suchań

Przez miasto przebiega linia kolejowa nr 351 Poznań – Szczecin.
Miasto położone jest na Pojezierzu Dobiegniewskim na skraju Puszczy Drawskiej, nad jeziorem Wielgie i Mierzęcką Strugą.
Wcześniej Dobiegniew należał do Wielkopolski, po czym około 1296 został opanowany przez Brandenburgię i włączony do Nowej Marchii, do której przynależał do 1945.

## Nazwa
Miejscowość pod zlatynizowaną nazwą villa Dobegneve wymieniona jest w łacińskim dokumencie wydanym w Poznaniu w 1280 sygnowanym przez króla polskiego Przemysła II.

## Historia

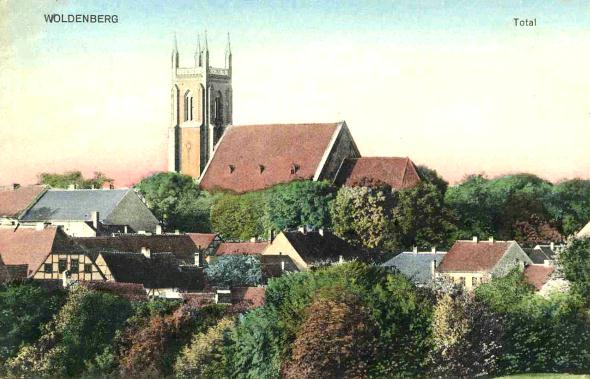
Dobiegniew ok. 1900

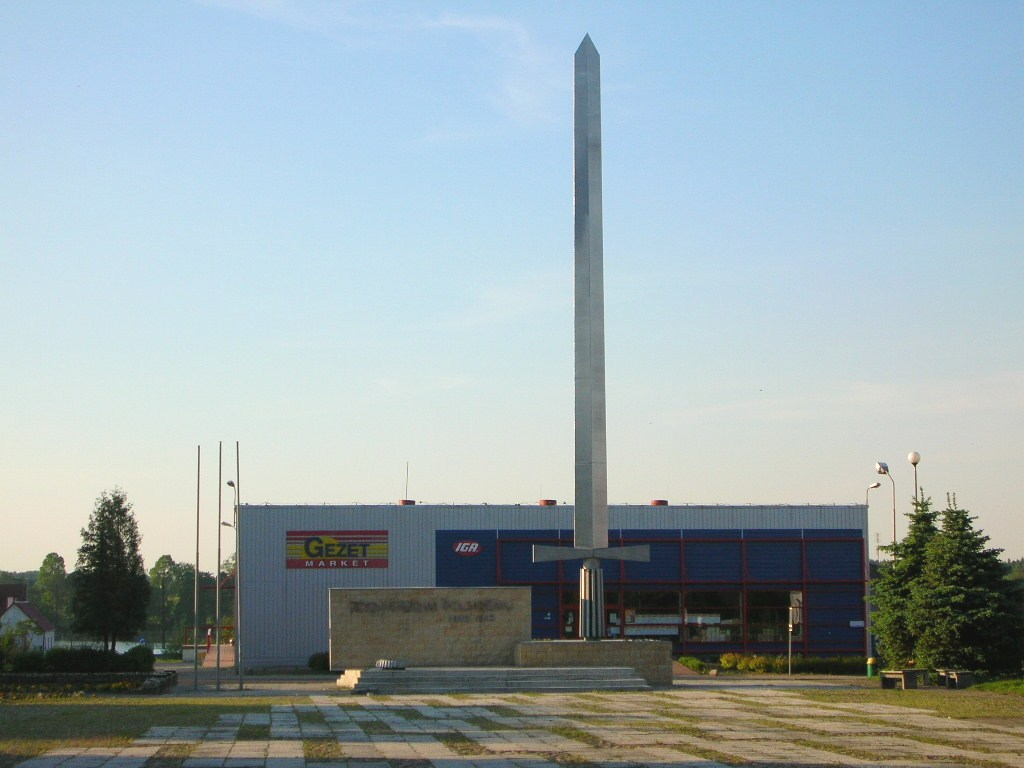
pomnik Czynu Żołnierskiego z 1979 na placu pchor Tadeusza Starca

W okolicach Dobiegniewa, w kierunku na Drezdenko, została znaleziona bursztynowa figurka zoomorficzna (koń) nawiązująca do kręgu kulturowego Maglemose (7000–4500 lat p.n.e.). Figurka ta jest też przypisywana kulturze chojnicko-pieńkowskiej. Prace nad prehistorycznym osadnictwem na Pojezierzu Dobiegniewskim prowadził prof. Zbigniew Bagniewski.
Dobiegniew (osada rybacka) otrzymał prawa miejskie około 1298. W czerwcu 1433 zostało w trakcie wojny polsko-krzyżackiej (nieszawskiej) zdobyte przez wojska czesko-wielkopolskie. Miasto było kilkakrotnie niszczone przez pożary. W 1848 otwarto w Dobiegniewie stację kolejową na trasie łączącej Poznań i Szczecin.
W okresie wojennym (1940–1945) w Dobiegniewie był największy obóz jeńców wojennych Oflag II C Woldenberg. Na miejscu oflagu utworzono Muzeum Woldenberczyków. W 1945 miasto zostało zniszczone w 85%. W 1965 z inicjatywy byłych jeńców i Związku Bojowników o Wolność i Demokrację wybudowano szkołę Tysiąclecia im. ZBOWiD.
W latach 1975–1998 miasto administracyjnie należało do województwa gorzowskiego.

## Demografia

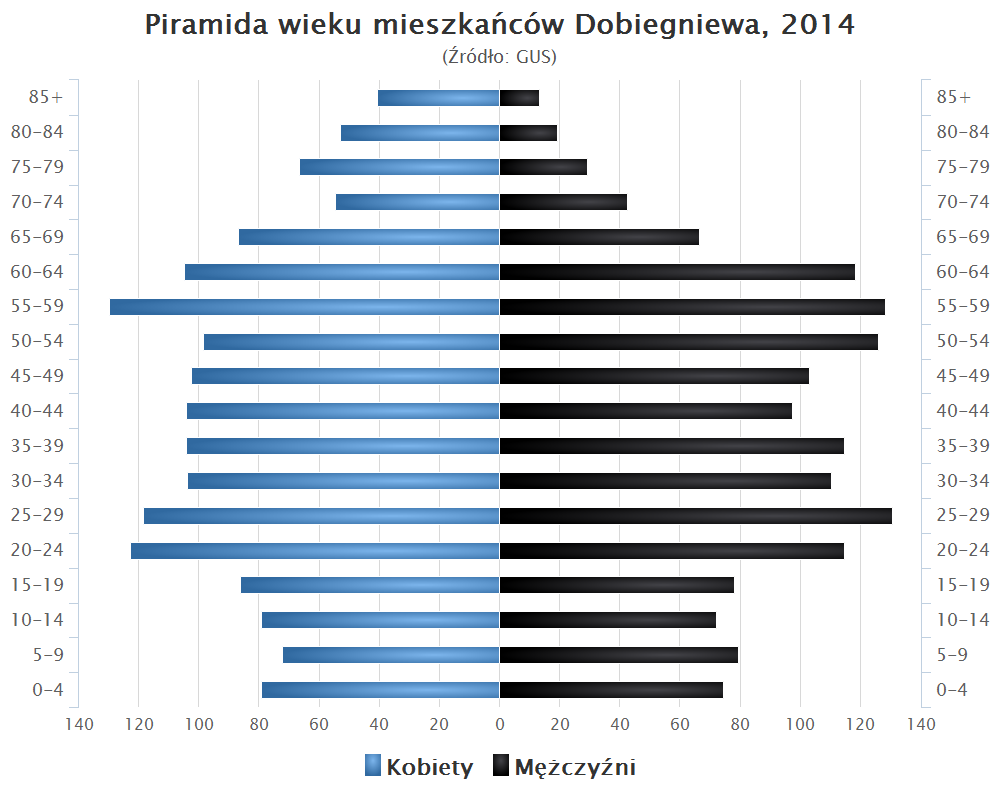
Piramida wieku mieszkańców Dobiegniewa w 2014

Według danych z 30 czerwca 2024 miasto miało 2970 mieszkańców.

## Honorowi Obywatele (m.in.)
- Mieczysław Janowski[15]
- Christian Christiansen[16]
- Ryszard Koncewicz[17]
- Zbigniew Wilma[18]

## Zabytki

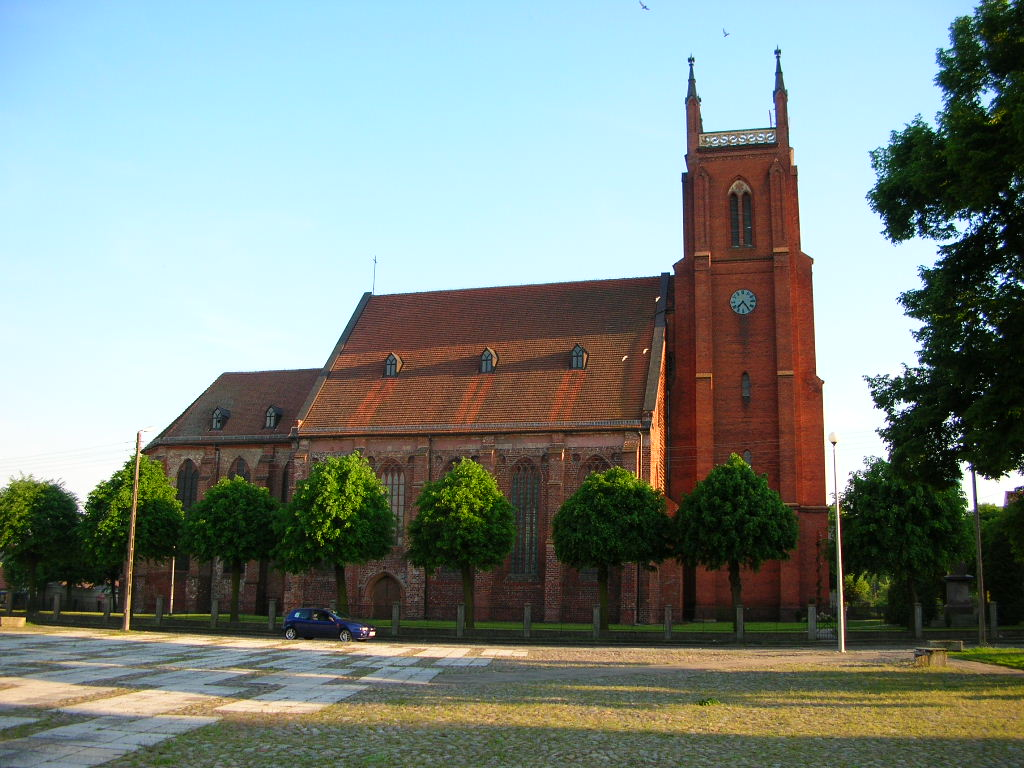
Kościół Chrystusa Króla

Do wojewódzkiego rejestru zabytków wpisane są:
- kościół pod wezwaniem Chrystusa Króla, obecnie kościół filialny parafii św. Józefa w Dobiegniewie[20], gotycki z XIV w., przebudowany w połowie XV w., XIX w., stojący na placu pchor. Tadeusza Starca
- cmentarz kościelny
- baszta – czata strażnicza z XIV w. z fragmentem miejskich murów obronnych, z XIV w., średniowiecznych
- arsenał, ul. Szpitalna 1, z połowy XIX w.

W Dobiegniewie mimo dotkliwych zniszczeń wojennych zachowało się kilka obiektów. Są to:
- synagoga
- cmentarz żydowski
- Muzeum Woldenberczyków – zlokalizowane w jednym z baraków obozowych
- cmentarz przy Muzeum Woldenberczyków
- spichlerz dworski z XVII w., który spłonął w latach 90. XX w.
- kościół św. Józefa z 1934

Z innych zabytków zachowały się po 1945 tylko nieliczne domy.

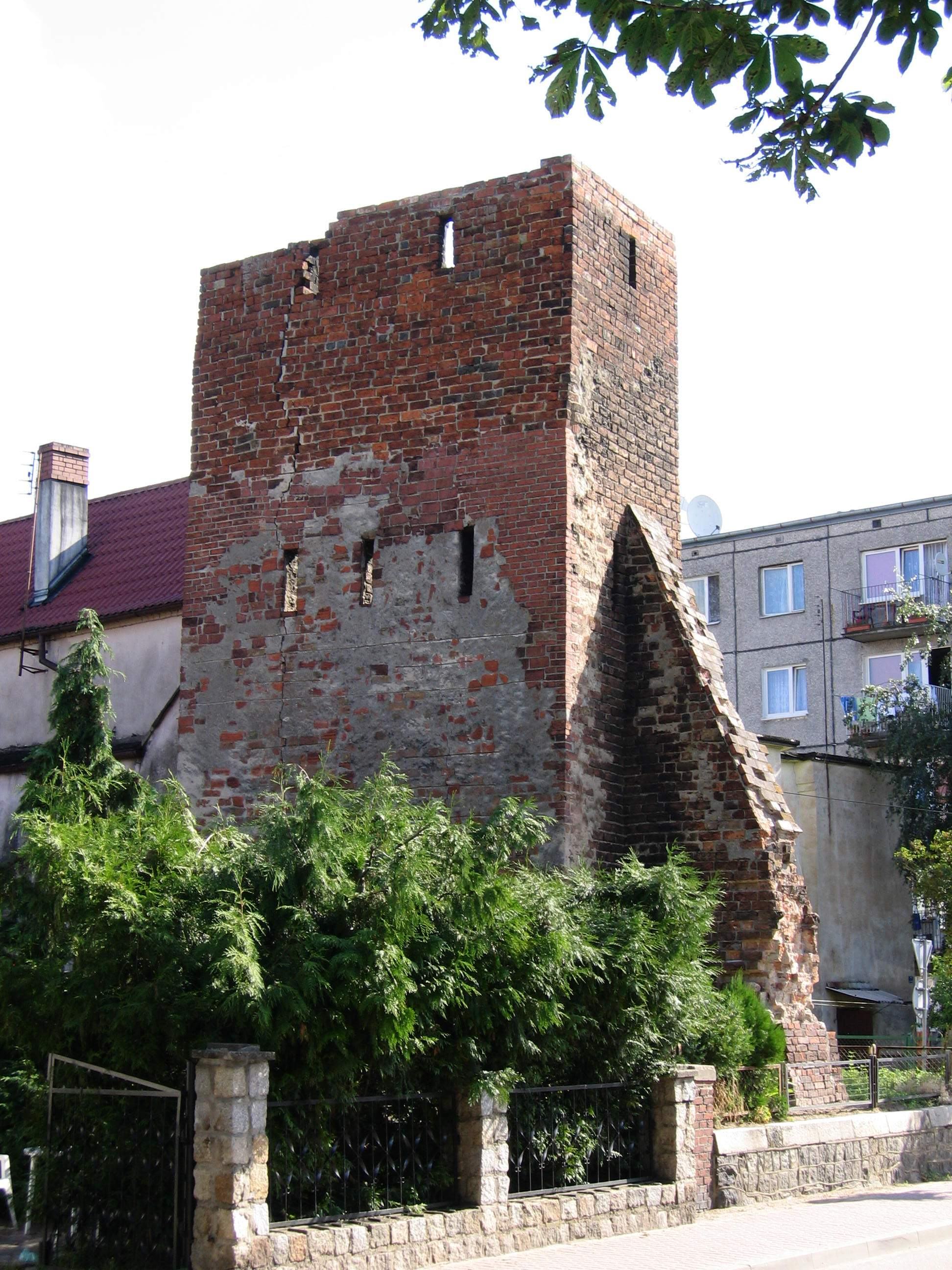
Baszta
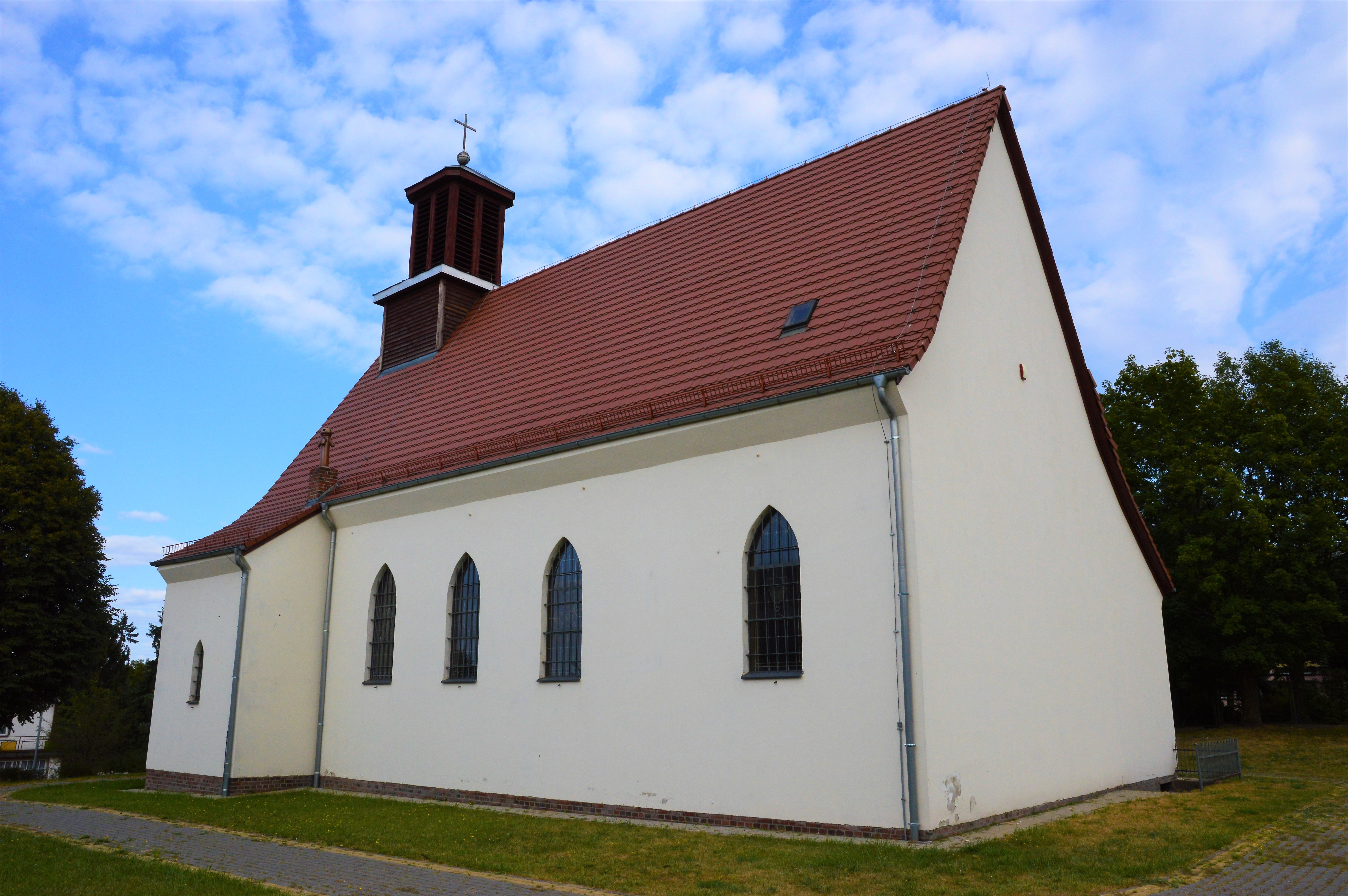
Kościół św. Józefa
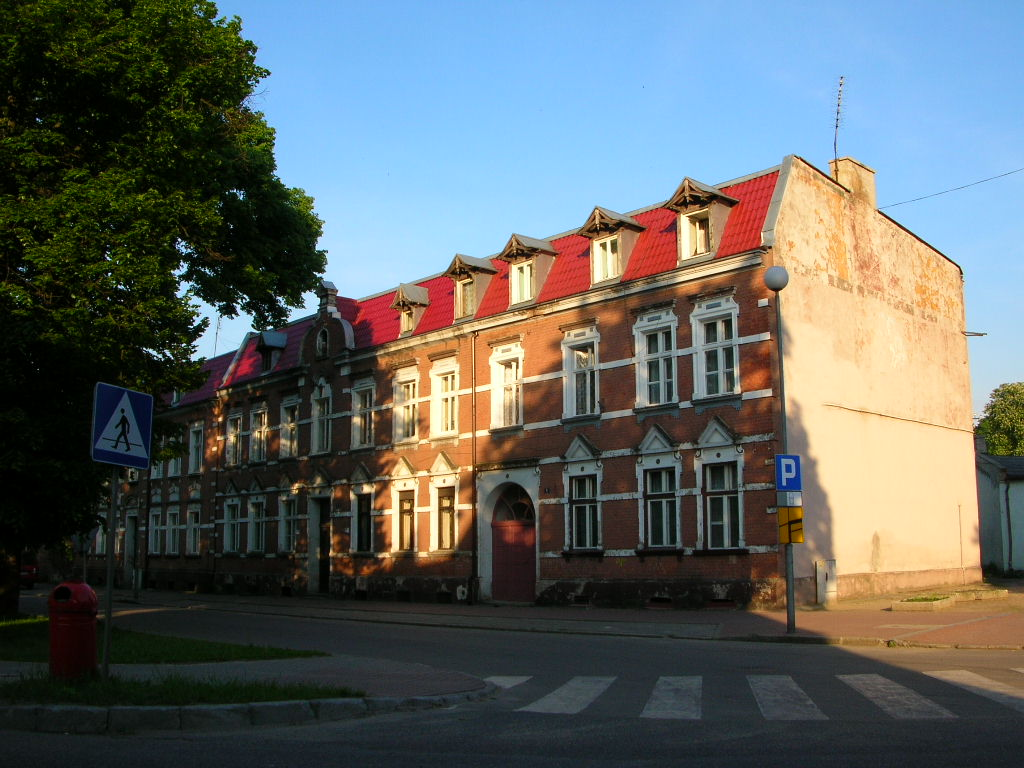
Kamienica w centrum miasta
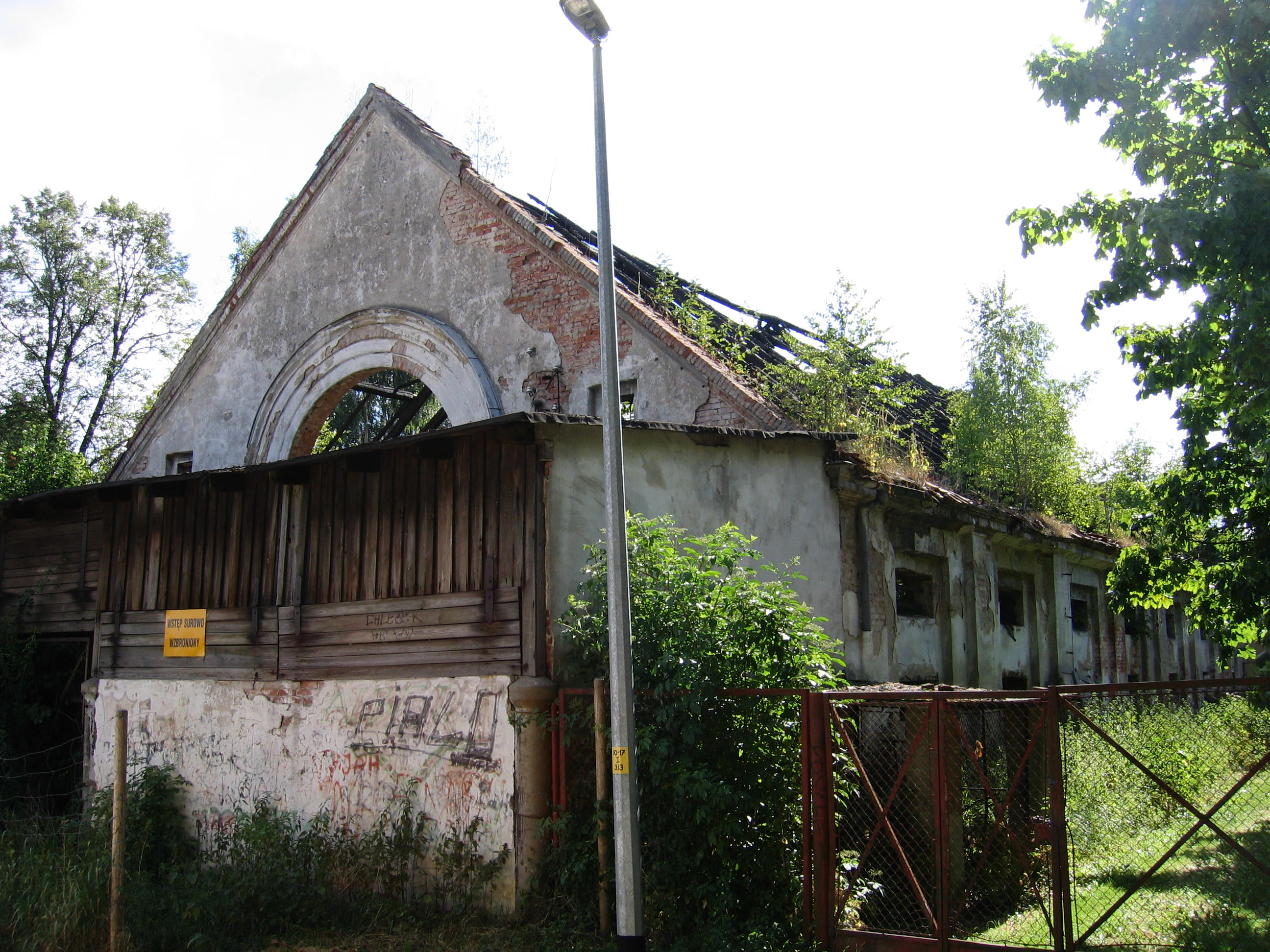
Arsenał

## Herb w kulturze masowej
- Herb Dobiegniewa – szlachecki herb Poraj – pojawia się w cyklu fantasy o przygodach wiedźmina Geralta z Rivii autorstwa Andrzeja Sapkowskiego. Karminowe płaszcze ze znakiem białej róży noszą rycerze Zakonu Białej Róży.

## Kultura i oświata

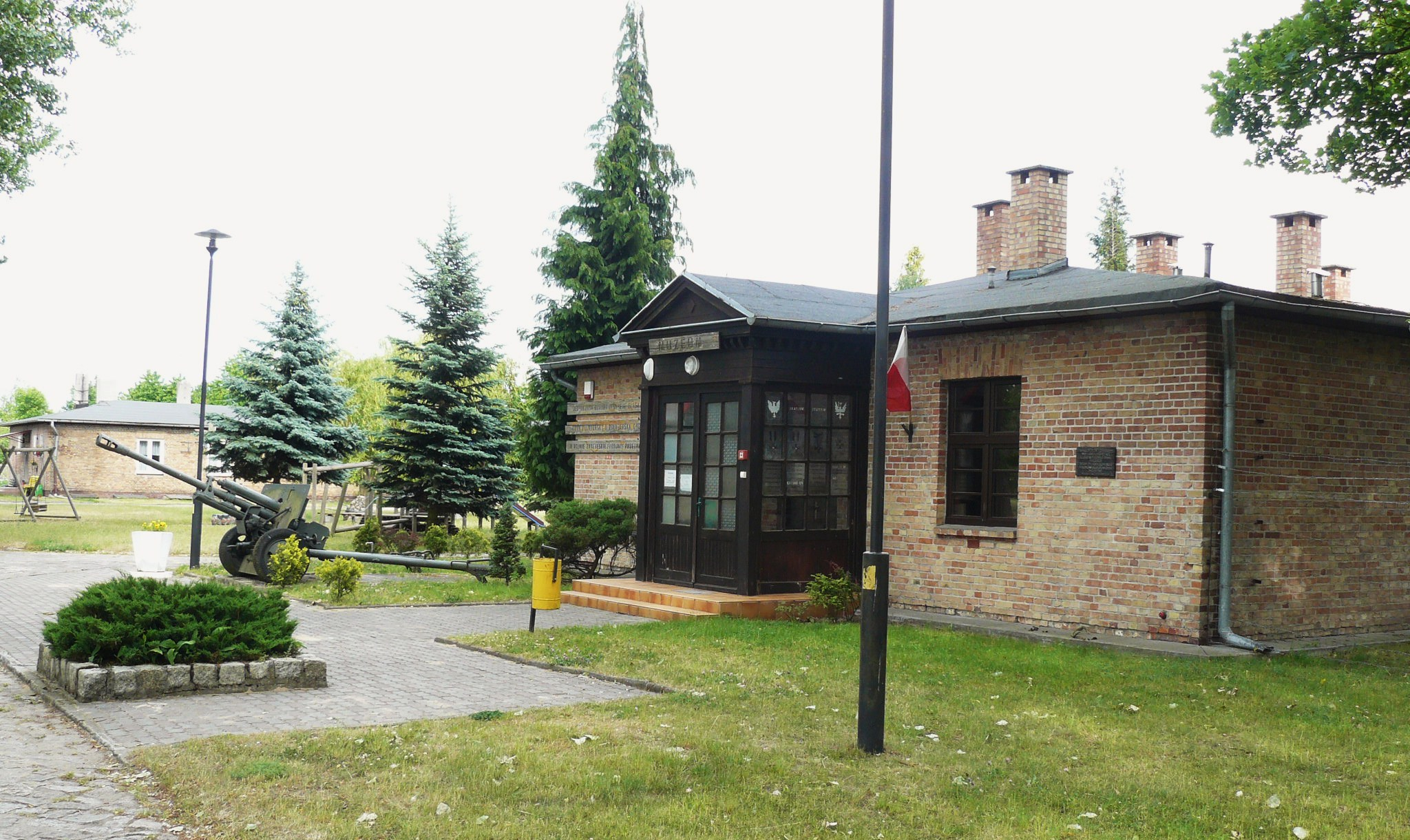
Muzeum Woldenberczyków

Dobiegniew jest ośrodkiem kulturalnym dla gminy i miasta. W mieście istnieje Muzeum Woldenberczyków na terenie byłego obozu jenieckiego oraz biblioteka miejska.
W mieście funkcjonują następujące placówki oświatowe:
- Gminny Zespół Szkół[21]
- Przedszkole Miejskie

## Ochrona zdrowia
W mieście funkcjonują dwie przychodnie Samodzielny Publiczny Zakład Opieki Zdrowotnej, Niepubliczny Zakład Opieki Zdrowotnej „Zdrowie” oraz dwie apteki Apteka św. Marcina i Apteka „Pod Platanem”.

## Sport i rekreacja
Baza sportowa w mieście składa się z zespołu boisk sportowych, hali sportowej z pełnym wyposażeniem i zapleczem (usytuowana na terenie Lasku Miejskiego), istnieją plaże miejskie nad jeziorem Osiek (powierzchnia 6 km², długość 10 km), na terenie gminy i miasta są liczne ścieżki rowerowe, szlaki piesze. Dobiegniew ma Harcerski Klub Żeglarski Panta Rei. Co roku przez pierwszy tydzień lipca odbywa się w Dobiegniewie Międzynarodowy Młodzieżowy Turniej Piłki Nożnej Dobiegniew Cup. Nad jeziorem Osiek istnieje kemping.
Miejscowość jest siedzibą piłkarskiego Klubu Sportowego „Błękitni” Dobiegniew, który został założony w 1946. Zespół rozgrywa mecze na stadionie mieszczącym 1200 miejsc (900 siedzących). Barwy klubu: biało-niebieskie.
1 sierpnia 2008 rozpoczęto budowę boiska Orlik 2012.

## Gospodarka
W mieście istnieje drobny przemysł, głównie drzewny, bazujący na surowcu pozyskiwanym z okolicznych lasów. Istnieją też restauracje, bary, wiele punktów usługowo-handlowych, markety, pensjonaty i schronisko młodzieżowe. W mieście znajduje się również posterunek policji, poczta oraz oddziały i filie banków.

## Zobacz też

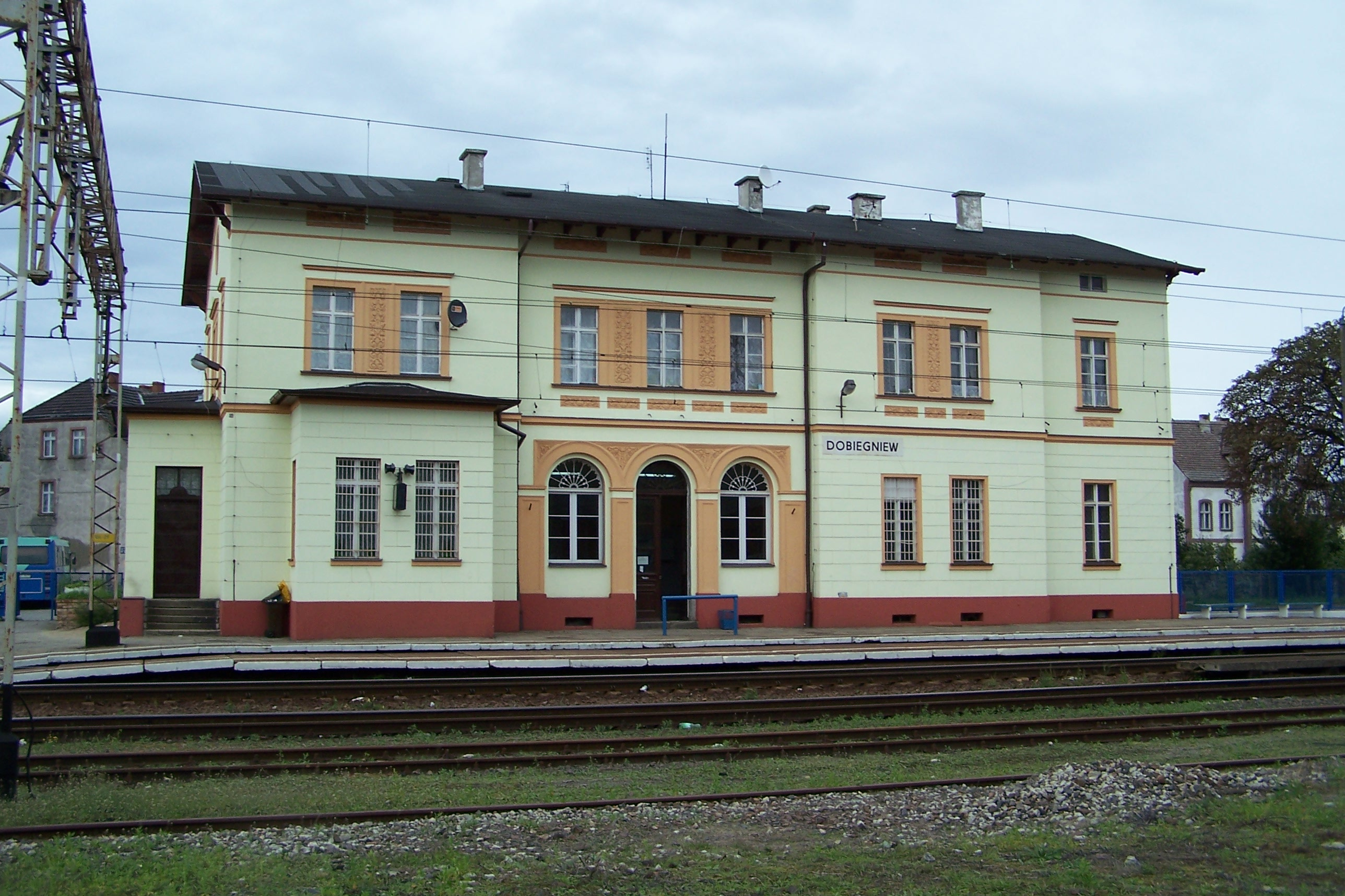
Stacja kolejowa Dobiegniew

## Wspólnoty wyznaniowe
- Kościół rzymskokatolicki:
  - parafia św. Józefa
- Świadkowie Jehowy:
  - zbór (Sala Królestwa)[22]